# Eesti Televisioon

Eesti Televisioon (ETV) är en public service-TV-kanal i Estland, sedan 2007 del av det sammanslagna public service-bolaget Eesti Rahvusringhääling (ERR). Dessförinnan var ETV ett eget statsägt TV-bolag. Kanalen grundades i Estniska SSR 1955, som den estniskspråkiga statliga TV-kanalen i dåvarande Sovjetunionen. Sedan 2008 sänds även systerkanalen ETV2 och sedan 2015 den ryskspråkiga kanalen ETV+. ETV respektive ERR har varit medlem i EBU sedan 1993. ETV arrangerade Eurovision Song Contest 2002 i Tallinn.